# Нигер на летних Олимпийских играх 1972
Нигер принимал участие в Летних Олимпийских играх 1972 года в Мюнхене (ФРГ) в третий раз за свою историю, и завоевал одну бронзовую медаль. Это первая олимпийская награда сборной Нигера.

## Медалисты
| Медаль | Спортсмен     | Вид спорта | Дисциплина          |
| ------ | ------------- | ---------- | ------------------- |
| Бронза | Иссака Даборе | Бокс       | Мужчины, до 63,5 кг |